# Парламентский контроль
Парла́ментский контро́ль — контроль парламента как органа законодательной власти за деятельностью исполнительной власти, прежде всего, правительства.
Контрольные функции парламента, по мнению ряда исследователей, могут проявляться уже непосредственно в его законотворческой деятельности: депутаты и комитеты в ходе разработки и принятия законов обсуждают сложившееся положение, существующие проблемы и дают оценку работе ответственных органов государственной власти. Однако в целях осуществления парламентского контроля законодательный орган, как правило, наделяется рядом особых полномочий и использует специальные процедуры. Обязанность отчитываться перед парламентом также может быть конституционно закреплена за правительством и иными государственными учреждениями.
Формы и методы парламентского контроля также различаются в зависимости от формы правления, государственного устройства. Наибольшее значение имеет в парламентских и полупрезидентских республиках. В президентских республиках его значение существенно меньше.
К основным способам парламентского контроля относятся письменные и устные вопросы правительству, для которых предусмотрена специальная процедура на заседании парламента (в России носит название «правительственный час») и особая форма документа: парламентский запрос, направляемый в соответствующий орган всей палатой, или депутатский запрос отдельного её члена; интерпелляция, постановка вопроса о доверии, парламентское расследование, резолюция порицания. 
В государствах, где право на парламентский контроль закреплено за законодательным органом, закон также устанавливает и обязанности подлежащего данному контролю круга лиц и учреждений по отношению к парламенту в рамках осуществления им контрольных функций. Сюда может входить обязанность отвечать в установленный срок на парламентские и депутатские запросы, являться на заседание палаты для ответа на вопросы её членов, обязанность предоставлять все запрашиваемые парламентом документы и материалы, обязанность уйти в отставку в случае выражения недоверия.
Парламентский контроль носит, как правило, политический характер. В этой связи в ряде государств существуют ограничения для членов правительства на критику действий кабинета и на конкретные шаги, направленные против него. Так, например, концепция коллективной ответственности правительства в Великобритании предполагает, что член правительства не только не имеет права публично выступать против решений кабинета министров, но также голосовать против них в палате общин.
Реже парламентский контроль имеет административную природу и осуществляется через специальные органы: счётную палату, счётный суд и другие. Как правило, это касается финансового и финансово-экономического контроля.